# Literatura em Jacobina
A literatura em Jacobina destaca-se pela rica produção cultural no universo dos gêneros literários com destaque para a produção de contos, crônicas, romances, poesia e literatura de cordel.
Essa produção literária reflete os aspectos históricos, sociais e afetivos da cidade e de seus habitantes. Este verbete discute não apenas a trajetória de autores e obras, mas também os projetos literários, eventos e espaços dedicados à leitura e escrita no município.

### Autores de destaque
A professora e memorialista Doracy Araujo Lemos, fundadora da Academia Jacobinense de Letras (AJL), é um dos principais nomes da literatura da cidade. Entre suas obras estão: Jacobina, Sua História e Sua Gente (1994) O Missionário do Sertão (2000), Viagem Comigo (2001) e Eu (2015). Doracy também é autora do poema que se tornou o hino de Jacobina, simbolizando seu legado cultural.
Outro nome relevante é Aloísio Sales Queiroz [2], também membro da AJL, autor de Óculos (2008), Entardecer e Nordeste em Chamas (2016). Na literatura de cordel, destaca-se João Bosco Silva Fernandes[3], autor de mais de 20 livros, entre eles Liberdade, Bloco dos Cão e A Pandemia. Recebeu o título de cidadão jacobinense em 2015.
Luciano Vilar Dantas, natural de Pernambuco e primo de Ariano Suassuna, publicou Histórias & Estórias (2012), prefaciado por Suassuna. O autor faleceu em 2021, deixando contribuição importante à literatura local.

### Outros nomes importantes incluem
•Agnaldo Marcelino Gomes, educador e poeta, autor do livro Poesia Jacobina, com os poemas “Cordelito à Jacobina” e “Jaco e Bina”;
Marcio Melo, professor e cronista, autor de O Sonhador, Crônicas de um Vendedor de Sonhos e Crônicas para Depois do Ódio, idealizador do projeto Biblioteca Andante [1](2018–2023),

### Projetos literários
Jacobina abriga diversas iniciativas que incentivam a leitura e a produção literária:
•Escritores da Esperança[1], idealizado por Maicom Douglas Matos, organiza anualmente a publicação de um livro com textos de mais de 80 alunos de 40 escolas do município.
•O Estético e o Lúdico na Literatura Infantojuvenil oferece oficinas de leitura e escrita para jovens de três comunidades, com apoio da Lei Rouanet.
•A UNEB – Campus IV abriga o grupo de pesquisa LEFOR (Linguagem, Estudos Culturais e Formação de Leitores), coordenado pela Prof.ª Dra. Denise Dias, voltado à valorização da literatura regional.

### Eventos e espaços literários
O Festival Literário de Jacobina (FLIJA) já realizou seis edições, sendo a última em 2024, com o tema “Vida & Obra do Professor Edmundo Isidoro dos Santos”. O evento reúne escritores, leitores e estudantes, promovendo atividades como rodas de conversa, contação de histórias,  apresentações artísticas e lançamentos de livros.  O FLIJA acontece em locais como o Campus IV da UNEB, o Módulo Cultural do SESC e o Centro Cultural de Jacobina, sob organização da Academia Jacobinense de Letras (AJL), com apoio institucional de entidades públicas e educacionais.

### Espaços literários em Jacobina-BA
Entre os espaços literários e de acesso livre ao público, temos:
- Biblioteca Municipal do Centro Cultural,     atualmente fechada para reformas;
- Biblioteca do SESC Jacobina, disponível     para empréstimo de livros aos associados e aberta ao público para leitura presencial.
- Biblioteca da UNEB — Campus IV, com     acesso para alunos e professores da instituição;
- Auditório do Centro Cultural, onde     frequentemente são realizados lançamentos de livros e eventos culturais.

### Outros escritores
Jacobina é berço de muitos escritores que contribuem com a diversidade literária regional. Entre eles, destacam-se:
- Adauto Silva – O Sumiço da Maleta de Couro; O Bem e o Mal: Histórias da Vida Real;
- Cleber Marcelo Timbó – O Reencontro;  Núpcias (2004); Memórias (2014);
- Vanessa Reis – Interseção (2024);
- Rafaela Marques – Quase Bruxa  (2020);
- Tainã Aristovolo – Memórias Não Minhas (2024);
- Minita Montenegro – Retalhos de Poesia (2012);
- Maicom Douglas Matos – Das Lixeiras     da Poesia (2022);
- Caio Araújo – Brisa (2023);
- Gildário Rocha – Coisas da Vida (1985);
- Nilza Silva – Lampejos de um     Vaga-lume (2006);
- Thiago Amorim – Scintília Poética (2024);
- Ademir do Carmo – O Sonho de um   Lavrador (2010);
- Adaelson Neves – Histórias e Casos de  Jacobina (2020);
- Ismael Guedes – Os Cordéis do Vovô (2012).